# Killing Time – Zeit zu sterben
Killing Time – Zeit zu sterben ist ein rumänischer Krimi-Thriller aus dem Jahr 2012, der am 20. Februar 2014 in den deutschen Kinos gestartet ist. Der Film hatte beim Filmfestival Cottbus am 7. November 2013 seine Deutschlandpremiere und handelt von zwei Auftragsmördern. 

## Handlung
Der Film setzt abrupt mit dem Monolog eines älteren Mannes ein, der daraufhin von einem der namenlosen Protagonisten umgebracht wird. Daraufhin fahren die beiden Auftragsmörder zur Wohnung eines weiteren Opfers. Der Auftraggeber wird im gesamten Film stets beim Namen genannt, taucht aber nicht persönlich auf. In der leeren Wohnung des Opfers vertreiben sich die Protagonisten die Zeit bis zum Eintreffen des Umzubringenden. Als das Opfer nun in der Wohnung auftaucht, tötet einer der Auftragsmörder (er wird von seinem Partner nur despektierlich als „Moldauer“ angesprochen) das Opfer sowie kurze Zeit später seinen Partner und eine Nachbarin. Daraufhin klärt er telefonisch die Reinigung des Tatorts, steigt in ein Taxi und fährt in die Innenstadt. Mit der Fahrt durch die Nacht endet der Film.

## Kritik
„Regisseur Florin Piersic Jr. […] inszenierte mit dem No-Budget-Thriller […] eine Hommage an das Genrekino von Vorbildern wie Quentin Tarantino. Actionmomente und skurrile Dialoge wechseln sich ab, wenn die beiden Killer auf ihren persönlichen Godot warten. Für Freunde des besonderen Arthouse-Films einen Blick wert.“